# Alberto Casadei (volley-ball)
Pour les articles homonymes, voir Alberto Casadei et Casadei.
Alberto Casadei (né le 15 septembre 1984  à Forlì) est un joueur italien de volley-ball. Il mesure 2,00 m et joue attaquant.

## Clubs
| Club                      | De        | À         |
| ------------------------- | --------- | --------- |
| Volley 2002 Forlì         | 2002-2003 | 2003-2004 |
| Castelfidaro              | 2004-2005 | 2004-2005 |
| Volley 2002 Forlì         | 2005-2006 | 2009-2010 |
| Pallavolo Modène          | 2010-2011 | 2010-2011 |
| Pallavolo Reggio d'Émilie | 2011-2012 | 2011-2012 |
| Pallavolo Modène          | 2012-2013 | 2012-2013 |
| Piemonte Volley           | 2013-2014 | ...       |

## Palmarès
- Championnat d'Europe des moins de 21 ans (1)
  - Vainqueur : 2002